# Stefaan Engels
Stefaan Engels (ur. 7 kwietnia 1961 w Gandawie) – belgijski maratończyk i triathlonista, jako pierwszy ukończył 365 maratonów w ciągu roku biegając codziennie jeden maraton.

## Kariera sportowa
W czasie bicia jego rekordu średni czas Engelsa wynosił około czterech godzin, co według niego było kluczem do ustanowienia rekordu. Najlepszy wcześniejszy wynik wynosił 150 kolejnych maratonów i należał do Hiszpana Ricardo Martineza, który w późniejszym czasie pobił rekord Engelsa biegając 366 maratonów dzień po dniu.